# Mormyrops intermedius
Mormyrops intermedius es una especie de pez elefante eléctrico perteneciente al género Mormyrops en la familia Mormyridae presente en varias cuencas hidrográficas de África, entre ellas el río Rubi de la cuenca central del río Congo. Es nativa de la República Democrática del Congo; y puede alcanzar un tamaño aproximado de 18,2 cm.

## Estado de conservación
Respecto al estado de conservación, se puede indicar que de acuerdo a la IUCN, esta especie puede catalogarse en la categoría «Datos insuficientes (DD)».